# Discografie van Michael Jackson
Deze pagina bevat een lijst van alle nummers en albums die Michael Jackson ooit heeft uitgebracht, hetzij solo hetzij met zijn broers als The Jackson 5/The Jacksons.
Alle lijsten op deze pagina, behalve de Radio 2 Top 2000, staan in chronologische volgorde, dat is de volgorde waarin de genoemde items zijn uitgebracht.

## Albums

### Alle albums
| Naam album                                   | Uitgave    | Opmerkingen |
| -------------------------------------------- | ---------- | --- |
| Diana Ross Presents The Jackson 5            | 1969       | Als The Jackson 5 |
| ABC                                          | 1970       | Als The Jackson 5 |
| Third Album                                  | 1970       | Als The Jackson 5 |
| The Jackson 5 Christmas Album                | 1970       | Als The Jackson 5 |
| Maybe Tomorrow                               | 1971       | Als The Jackson 5 |
| Goin' Back To Indiana                        | 1971       | Als The Jackson 5 |
| Greatest Hits                                | 1971       | Als The Jackson 5, verzamelalbum                                                                                         |
| Lookin' Through the Windows                  | 1972       | Als The Jackson 5 |
| Got to be there                              | 02-1972    | |
| Ben                                          | 08-1972    | |
| Skywriter                                    | 1973       | Als The Jackson 5 |
| The Jackson 5 in Japan                       | 1973       | Live als The Jackson 5                                                                                                   |
| Music and me                                 | 04-1973    | |
| G.I.T Get It Together                        | 1973       | Als The Jackson 5 |
| Dancing Machine                              | 1974       | Als The Jackson 5 |
| Forever, Michael                             | 01-1975    | |
| Moving Violotion                             | 1975       | Als The Jackson 5 |
| The best of Michael Jackson                  | 1975       | Verzamelalbum |
| The Jacksons                                 | 1976       | Als The Jacksons |
| Goin' Places                                 | 1977       | Als The Jacksons |
| Destiny                                      | 1978       | Als The Jacksons |
| Off The Wall                                 | 08-1979    | |
| Triumph                                      | 1980       | Als The Jacksons |
| The Jacksons Live!                           | 1981       | Live als The Jacksons |
| Thriller                                     | 12-1982    | |
| Victory                                      | 1984       | Als The Jacksons |
| Greatest Hits                                | 1984       | Verzamelalbum |
| Bad                                          | 08-1987    | |
| Decade 1980-1990                             | 1990       | Niet uitgebracht compilatiealbum                                                                                         |
| Dangerous (album)                            | 11-1991    | |
| Dangerous: The remix collection              | 1993       | |
| Michael's Greatest Hits                      | 1993-1994  | Het album is nooit uitgebracht en zou drie nieuwe nummers bevatten.                                                      |
| History: Past, present and future, Book I    | 06-1995    | dubbel-cd; cd 1: verzamel-cd, cd 2: studio                                                                               |
| Blood on the dance floor: History in the mix | 05-1997    | |
| Invincible                                   | 10-2001    | |
| Off The Wall: special edition                | 2001       | Speciale uitgave |
| Thriller: special edition                    | 2001       | Speciale uitgave |
| Bad: Special edition                         | 2001       | Speciale uitgave |
| Dangerous: Special edition                   | 2001       | Speciale uitgave |
| HIStory: greatest hits                       | 2001       | Eerste cd van de dubbel-cd HIStory: Past, Present and Future, Book I                                                     |
| Number ones                                  | 11-2003    | Verzamelalbum |
| The Jackson 5 Christmas Album (remaster)     | 2003       | Speciale uitgave, als The Jackson 5                                                                                      |
| Michael Jackson: The Ultimate Collection     | 2004       | Verzamelalbum |
| The Essential Michael Jackson                | 2005       | Verzamelalbum |
| Visionary: The video singles                 | 2006       | |
| Thriller 25                                  | 11-02-2008 | Speciale uitgave van Thriller                                                                                            |
| King of Pop                                  | 2008       | Verzamelalbum, het album is uitgegeven in versies die per land verschilden (zie ook: King of Pop - The Dutch Collection) |
| 50 - The Motown years                        | 05-09-2008 | Als The Jackson 5, Verzamelalbum                                                                                         |
| The Collection                               | 26-06-2009 | Verzamelbox |
| Ultimate Christmas Collection                | 2009       | Als The Jackson 5 |
| Triumph: re-edit                             | 2009       | Als The Jacksons |
| Gold                                         | 17-07-2009 | Verzamelalbum |
| This is it                                   | 25-10-2009 | Soundtrack van Michael Jackson's This Is It                                                                              |
| Michael                                      | 14-12-2010 | |
| Immortal                                     | 21-11-2011 | Met Cirque du Soleil |
| Bad 25                                       | 2012       | |
| Xscape                                       | 2014       | |
| Thriller 40                                  | 2022       | Verzamelalbum |

### Nederlandse Album Top 100
| Album met eventuele hitnotering(en) in de Nederlandse Album Top 100 | Datum van verschijnen | Datum van binnenkomst | Hoogste positie | Aantal weken | Opmerkingen                              |
| ------------------------------------------------------------------- | --------------------- | --------------------- | --------------- | ------------ | ---------------------------------------- |
| Got to Be There                                                     | 02-1972               | -                     |                 |              |                                          |
| Ben                                                                 | 08-1972               | 23-12-1972            | 13              | 10           |                                          |
| Music & Me                                                          | 04-1973               | -                     |                 |              |                                          |
| Forever, Michael                                                    | 01-1975               | -                     |                 |              |                                          |
| Off the Wall                                                        | 08-1979               | 06-10-1979            | 8               | 9            |                                          |
| The Best of Michael Jackson                                         | 1975                  | 01-08-1981            | 3               | 10           | Verzamelalbum                            |
| Thriller                                                            | 12-1982               | 11-12-1982            | 1(26wk)         | 143          |                                          |
| Greatest Hits                                                       | 1984                  | 19-05-1984            | 23              | 9            | Verzamelalbum                            |
| Bad                                                                 | 08-1987               | 12-09-1987            | 1(8wk)          | 109          |                                          |
| Dangerous                                                           | 11-1991               | 14-12-1991            | 1(3wk)          | 119          |                                          |
| HIStory: Past, Present and Future, Book I                           | 06-1995               | 01-07-1995            | 1(3wk)          | 108          |                                          |
| Blood on the Dance Floor: HIStory in the Mix                        | 05-1997               | 24-05-1997            | 1(2wk)          | 21           | Remixalbum                               |
| Invincible                                                          | 10-2001               | 10-11-2001            | 1(2wk)          | 13           |                                          |
| Number Ones                                                         | 11-2003               | 29-11-2003            | 17              | 21           | Verzamelalbum                            |
| The Ultimate Collection                                             | 2004                  | 27-11-2004            | 46              | 8            | Verzamelalbum                            |
| The Essential Michael Jackson                                       | 2005                  | 23-27-2005            | 19              | 12           | Verzamelalbum                            |
| Visionary: The Video Singles                                        | 2006                  | -                     |                 |              |                                          |
| Thriller 25                                                         | 11-02-2008            | 16-02-2008            | 2               | 24           |                                          |
| King of Pop - The Dutch Collection                                  | 01-09-2008            | 06-09-2008            | 1(6wk)          | 59           | Verzamelalbum                            |
| 50 Best Songs – The Motown Years: Michael Jackson & The Jackson 5   | 05-09-2008            | 04-07-2009            | 4               | 14           | Met The Jackson 5 / Verzamelalbum        |
| The Collection                                                      | 26-06-2009            | 04-07-2009            | 2               | 46           | Verzamelbox                              |
| Gold                                                                | 17-07-2009            | 25-07-2009            | 60              | 1            | Verzamelalbum / Heruitgave van Anthology |
| This Is It                                                          | 25-10-2009            | 31-10-2009            | 1(2wk)          | 48           | Soundtrack Michael Jackson's This Is It  |
| Michael                                                             | 14-12-2010            | 18-12-2010            | 1(1wk)          | 9            | Goud                                     |
| Immortal                                                            | 18-11-2011            | 26-11-2011            | 17              | 8            | Remixalbum                               |
| Bad 25                                                              | 17-09-2012            | 22-09-2012            | 6               | 6            |                                          |
| Xscape                                                              | 09-05-2014            | 17-05-2014            | 2               | 23           |                                          |
| Scream                                                              | 2017                  | 07-10-2017            | 30              | 2            | Verzamelalbum                            |

### Vlaamse Ultratop 200
| Album met hitnotering(en) in de Vlaamse Ultratop 200 albums       | Datum van verschijnen | Datum van binnenkomst | Hoogste positie | Aantal weken | Opmerkingen                                          |
| ----------------------------------------------------------------- | --------------------- | --------------------- | --------------- | ------------ | ---------------------------------------------------- |
| HIStory: Past, Present and Future, Book I                         | 1995                  | 01-07-1995            | 1(2wk)          | 71           |                                                      |
| Blood on the Dance Floor: HIStory in the Mix                      | 1997                  | 31-05-1997            | 1(1wk)          | 25           | Remixalbum                                           |
| Invincible                                                        | 2001                  | 10-11-2001            | 2               | 6            |                                                      |
| Number Ones                                                       | 2003                  | 29-11-2003            | 16              | 11           | Verzamelalbum                                        |
| The Ultimate Collection                                           | 2004                  | 04-12-2004            | 60              | 4            | Verzamelalbum                                        |
| The Essential Michael Jackson                                     | 2005                  | 23-07-2005            | 4               | 19           | Verzamelalbum                                        |
| Thriller 25                                                       | 2008                  | 16-02-2008            | 1(1wk)          | 25           | Goud                                                 |
| King of Pop - The Belgian Edition                                 | 2008                  | 06-09-2008            | 1(1wk)          | 51           | Verzamelalbum / Platina                              |
| The Collection                                                    | 2009                  | 04-07-2009            | 1(4wk)          | 46           | Verzamelbox / Platina                                |
| 50 Best Songs – The Motown Years: Michael Jackson & The Jackson 5 | 2008                  | 18-07-2009            | 3               | 20           | Met The Jackson 5 / Verzamelalbum / Goud             |
| The Stripped Mixes                                                | 2009                  | 08-08-2009            | 43              | 5            | Verzamelalbum                                        |
| This Is It                                                        | 2009                  | 07-11-2009            | 1(2wk)          | 58           | Soundtrack Michael Jackson's This Is It / 2x platina |
| Michael                                                           | 10-12-2010            | 18-12-2010            | 4               | 13           | Platina                                              |
| Immortal                                                          | 2011                  | 26-11-2011            | 13              | 12           | Remixalbum                                           |
| Bad 25                                                            | 2012                  | 22-09-2012            | 16              | 25           |                                                      |
| Xscape                                                            | 2014                  | 17-05-2014            | 1(1wk)          | 17*          | Goud                                                 |

## Singles

### Alle singles
| Naam                              | Datum van verschijnen | Opmerkingen                                                        |
| --------------------------------- | --------------------- | ------------------------------------------------------------------ |
| Ain't no sunshine                 | 11-1972               |                                                                    |
| Ben                               | 12-1972               |                                                                    |
| Music and me                      | 12-1973               |                                                                    |
| We're almost there                | 09-1981               |                                                                    |
| A brand new day                   | 1979                  | als The Wiz Stars                                                  |
| Don't Stop 'til You Get Enough    | 09-1979               |                                                                    |
| Rock with You                     | 11-1979               |                                                                    |
| Ease on down the road             | 1979                  | als The Wiz Stars                                                  |
| Off The Wall                      | 01-1980               |                                                                    |
| She's Out of My Life              | 08-1980               |                                                                    |
| One Day in Your Life              | 1981                  |                                                                    |
| We're almost there                | 1981                  |                                                                    |
| The Girl Is Mine                  | 10-1982               | In duet met Paul McCartney                                         |
| Billie Jean                       | 01-1983               |                                                                    |
| Beat It                           | 04-1983               |                                                                    |
| Wanna Be Startin' Somethin'       | 07-1983               |                                                                    |
| Human Nature                      | 09-1983               |                                                                    |
| Say Say Say                       | 11-1983               | In duet met Paul McCartney                                         |
| Thriller                          | 12-1983               |                                                                    |
| P.Y.T. (Pretty Young Thing)       | 03-1984               | TROS Paradeplaat Hilversum 3                                       |
| Eaten alive                       | 1985                  | met Diana Ross                                                     |
| We Are the World                  | als USA for Africa    |                                                                    |
| I Just Can't Stop Loving You      | 08-1987               | in duet met Siedah Garrett                                         |
| Bad                               | 09-1987               |                                                                    |
| The Way You Make Me Feel          | 11-1987               |                                                                    |
| Man in the Mirror                 | 02-1988               |                                                                    |
| Get it                            | 1988                  | in duet met Stevie Wonder                                          |
| I Want You Back '88               | 1988                  | Als The Jackson 5. Het nummer bevat een stukje van het nummer ABC. |
| Dirty Diana                       | 05-1988               |                                                                    |
| Another Part of Me                | 08-1988               |                                                                    |
| Smooth Criminal                   | 11-1988               |                                                                    |
| Leave Me Alone                    | 03-1989               |                                                                    |
| Liberian Girl                     | 07-1989               |                                                                    |
| Speed Demon                       | 1989                  | Promo                                                              |
| Black or White                    | 11-1991               |                                                                    |
| Remember the Time                 | 02-1992               |                                                                    |
| In the Closet                     | 05-1992               |                                                                    |
| Who Is It                         | 07-1992               |                                                                    |
| Jam                               | 09-1992               |                                                                    |
| Heal the World                    | 11-1992               |                                                                    |
| Give In to Me                     | 03-1993               |                                                                    |
| Will You Be There                 | 07-1993               | Soundtrack Free Willy                                              |
| Gone Too Soon                     | 12-1993               |                                                                    |
| Scream/Childhood                  | 06-1995               | Scream is in duet met Janet Jackson                                |
| You Are Not Alone                 | 08-1995               |                                                                    |
| Earth Song                        | 11-1995               |                                                                    |
| They Don't Care About Us          | 04-1996               |                                                                    |
| Why                               | 1996                  | in duet met 3T                                                     |
| I Need You                        | 1996                  | als achtergrondzanger bij 3T                                       |
| Stranger in Moscow                | 09-1996               |                                                                    |
| Blood On the Dance Floor          | 05-1997               |                                                                    |
| HIStory/Ghosts                    | 07-1997               |                                                                    |
| Is It Scary                       | 1997                  |                                                                    |
| Smile                             | 1997                  |                                                                    |
| Limited Edition Minimax CD Single | 1997                  |                                                                    |
| You Rock My World                 | 10-2001               |                                                                    |
| Cry                               | 11-2001               |                                                                    |
| One More Chance                   | 12-2003               |                                                                    |
| Cheater (demo)                    | 2004                  |                                                                    |
| The Girl Is Mine 2008             | 28-01-2008            | in duet met Will.i.am                                              |
| Wanna Be Startin' Somethin' 2008  | 2008                  | in duet met Akon                                                   |
| This Is It                        | 12-10-2009            | Eerste postuum-single                                              |
| We Are the World 25 for Haiti     | 2010                  | met meerdere artiesten                                             |
| Hold my hand                      | 15-11-2010            | in duet met Akon                                                   |
| Hollywood Tonight                 | 2011                  |                                                                    |
| Behind the Mask                   | 2011                  |                                                                    |
| All in Your Name                  | 26-6-2011             | met Barry Gibb                                                     |
| (I Like) The Way You Love Me      | 8-7-2011              |                                                                    |
| Love Never Felt So Good           | 2-5-2014              | met Justin Timberlake                                              |

### Nederlandse Single Top 40
| Single met eventuele hitnotering(en) in de Nederlandse Top 40 | Datum van verschijnen | Datum van binnenkomst | Hoogste positie | Aantal weken | Opmerkingen                                                      |
| ------------------------------------------------------------- | --------------------- | --------------------- | --------------- | ------------ | ---------------------------------------------------------------- |
| Ain't No Sunshine                                             | 11-1972               | 18-11-1972            | 16              | 10           | Nr. 17 in de Single Top 100                                      |
| Ben                                                           | 12-1972               | 02-12-1972            | 2               | 14           | Nr. 2 in de Single Top 100                                       |
| Music and Me                                                  | 12-1973               | 29-12-1973            | 34              | 3            | Nr. 29 in de Single Top 100                                      |
| A brand new day                                               | 1979                  | 08-09-1979            | 1(4wk)          | 13           | Als The Wiz Stars / Met Diana Ross / Nr. 1 in de Single Top 100  |
| Don't Stop 'til You Get Enough                                | 09-1979               | 29-09-1979            | 2               | 10           | Nr. 2 in de Single Top 100 / Alarmschijf                         |
| Ease on down the road                                         | 1979                  | 17-11-1979            | tip7            | -            | Als The Wiz Stars / Met Diana Ross / Nr. 33 in de Single Top 100 |
| Off the Wall                                                  | 01-1980               | 05-01-1980            | 23              | 5            | Nr. 18 in de Single Top 100                                      |
| She's Out of My Life                                          | 08-1980               | 16-08-1980            | 19              | 7            | Nr. 13 in de Single Top 100                                      |
| One Day in Your Life                                          | 1981                  | 11-07-1981            | 1(4wk)          | 12           | Nr. 2 in de Single Top 100                                       |
| We're almost there                                            | 1981                  | 26-09-1981            | tip21           | -            |                                                                  |
| The Girl Is Mine                                              | 10-1982               | 30-10-1982            | 12              | 7            | Met Paul McCartney / Nr. 16 in de Single Top 100                 |
| Billie Jean                                                   | 01-1983               | 22-01-1983            | 2               | 12           | Nr. 4 in de Single Top 100                                       |
| Beat It                                                       | 04-1983               | 23-04-1983            | 1(4wk)          | 11           | Nr. 1 in de Single Top 100                                       |
| Wanna Be Startin' Somethin'                                   | 07-1983               | 02-07-1983            | 1(2wk)          | 10           | Nr. 3 in de Single Top 100                                       |
| Human Nature                                                  | 09-1983               | 03-09-1983            | 14              | 7            | Nr. 11 in de Single Top 100                                      |
| Say Say Say                                                   | 11-1983               | 15-10-1983            | 4               | 8            | Met Paul McCartney / Nr. 8 in de Single Top 100 / Alarmschijf    |
| Thriller                                                      | 12-1983               | 17-12-1983            | 3               | 7            | Nr. 4 in de Single Top 100                                       |
| P.Y.T. (Pretty Young Thing)                                   | 03-1984               | 10-03-1984            | 13              | 7            | Nr. 14 in de Single Top 100                                      |
| Eaten Alive                                                   | 1985                  | 21-09-1985            | 26              | 5            | Met Diana Ross / Nr. 17 in de Single Top 100                     |
| I Just Can't Stop Loving You                                  | 08-1987               | 08-08-1987            | 1(4wk)          | 11           | Met Siedah Garrett / Nr. 1 in de Single Top 100                  |
| Bad                                                           | 09-1987               | 19-09-1987            | 1(1wk)          | 9            | Nr. 1 in de Single Top 100 / Alarmschijf                         |
| The Way You Make Me Feel                                      | 11-1987               | 28-11-1987            | 6               | 8            | Nr. 6 in de Single Top 100                                       |
| Man in the Mirror                                             | 02-1988               | 20-02-1988            | 16              | 6            | Nr. 13 in de Single Top 100                                      |
| Get It                                                        | 1988                  | 21-05-1988            | 14              | 5            | Met Stevie Wonder / Nr. 24 in de Single Top 100                  |
| I Want You Back '88                                           | 1988                  | 07-05-1988            | 14              | 7            | Met The Jackson 5 / Nr. 13 in de Single Top 100                  |
| Dirty Diana                                                   | 05-1988               | 28-05-1988            | 2               | 9            | Nr. 2 in de Single Top 100                                       |
| Another Part of Me                                            | 08-1988               | 06-08-1988            | 10              | 7            | Nr. 8 in de Single Top 100 / Alarmschijf                         |
| Smooth Criminal                                               | 11-1988               | 12-11-1988            | 1(1wk)          | 12           | Nr. 1 in de Single Top 100                                       |
| Leave Me Alone                                                | 03-1989               | 04-03-1989            | 6               | 7            | Nr. 5 in de Single Top 100                                       |
| Liberian Girl                                                 | 07-1989               | 15-07-1989            | 15              | 6            | Nr. 14 in de Single Top 100                                      |
| Black or White                                                | 11-1991               | 23-11-1991            | 3               | 10           | Nr. 2 in de Single Top 100                                       |
| Remember the Time                                             | 02-1992               | 15-02-1992            | 3               | 9            | Nr. 4 in de Single Top 100 / Alarmschijf                         |
| In the Closet                                                 | 05-1992               | 02-05-1992            | 9               | 7            | Nr. 9 in de Single Top 100                                       |
| Who Is It                                                     | 07-1992               | 11-07-1992            | 15              | 6            | Nr. 13 in de Single Top 100                                      |
| Jam                                                           | 09-1992               | 19-09-1992            | 9               | 6            | Nr. 12 in de Single Top 100 / Alarmschijf                        |
| Heal the World                                                | 11-1992               | 14-11-1992            | 6               | 12           | Nr. 4 in de Single Top 100                                       |
| Give In to Me                                                 | 03-1993               | 06-03-1993            | 3               | 10           | Nr. 4 in de Single Top 100                                       |
| Will You Be There                                             | 07-1993               | 10-07-1993            | 3               | 14           | Soundtrack Free Willy / Nr. 3 in de Single Top 100               |
| Gone Too Soon                                                 | 12-1993               | 11-12-1993            | 31              | 5            | Nr. 20 in de Single Top 100                                      |
| Scream                                                        | 06-1995               | 10-06-1995            | 3               | 7            | Met Janet Jackson / Nr. 4 in de Single Top 100 / Alarmschijf     |
| You Are Not Alone                                             | 08-1995               | 26-08-1995            | 6               | 15           | Nr. 6 in de Single Top 100                                       |
| Earth Song                                                    | 11-1995               | 25-11-1995            | 4               | 15           | Nr. 3 in de Single Top 100                                       |
| They Don't Care About Us                                      | 04-1996               | 06-04-1996            | 4               | 12           | Nr. 4 in de Single Top 100                                       |
| Why                                                           | 1996                  | 24-08-1996            | 10              | 10           | Met 3T / Nr. 13 in de Single Top 100                             |
| Stranger in Moscow                                            | 09-1996               | 21-09-1996            | 9               | 8            | Nr. 6 in de Single Top 100                                       |
| Blood on the Dance Floor                                      | 05-1997               | 03-05-1997            | 4               | 6            | Nr. 7 in de Single Top 100 / Alarmschijf                         |
| HIStory/Ghosts                                                | 07-1997               | 12-07-1997            | 16              | 11           | Nr. 14 in de Single Top 100                                      |
| You Rock My World                                             | 10-2001               | 13-10-2001            | 3               | 8            | Nr. 2 in de Single Top 100                                       |
| Cry                                                           | 11-2001               | 17-11-2001            | tip2            | -            | Nr. 39 in de Single Top 100                                      |
| One More Chance                                               | 12-2003               | 13-12-2003            | 23              | 5            | Nr. 28 in de Single Top 100                                      |
| Don't Stop 'til You Get Enough                                | 2006                  | -                     |                 |              | Visionary / Nr. 39 in de Single Top 100                          |
| Thriller                                                      | 2006                  | -                     |                 |              | Visionary / Nr. 34 in de Single Top 100                          |
| Rock with You                                                 | 2006                  | -                     |                 |              | Visionary / Nr. 22 in de Single Top 100                          |
| Billie Jean                                                   | 2006                  | -                     |                 |              | Visionary / Nr. 22 in de Single Top 100                          |
| Beat It                                                       | 2006                  | -                     |                 |              | Visionary / Nr. 27 in de Single Top 100                          |
| Bad                                                           | 2006                  | -                     |                 |              | Visionary / Nr. 27 in de Single Top 100                          |
| The Way You Make Me Feel                                      | 2006                  | -                     |                 |              | Visionary / Nr. 24 in de Single Top 100                          |
| Dirty Diana                                                   | 2006                  | -                     |                 |              | Visionary / Nr. 22 in de Single Top 100                          |
| Smooth Criminal                                               | 2006                  | -                     |                 |              | Visionary / Nr. 20 in de Single Top 100                          |
| Leave Me Alone                                                | 2006                  | -                     |                 |              | Visionary / Nr. 21 in de Single Top 100                          |
| Black or White                                                | 2006                  | -                     |                 |              | Visionary / Nr. 24 in de Single Top 100                          |
| Remember the Time                                             | 2006                  | -                     |                 |              | Visionary / Nr. 44 in de Single Top 100                          |
| In the Closet                                                 | 2006                  | -                     |                 |              | Visionary / Nr. 36 in de Single Top 100                          |
| Jam                                                           | 2006                  | -                     |                 |              | Visionary / Nr. 42 in de Single Top 100                          |
| Heal the World                                                | 2006                  | -                     |                 |              | Visionary / Nr. 40 in de Single Top 100                          |
| You Are Not Alone                                             | 2006                  | -                     |                 |              | Visionary / Nr. 45 in de Single Top 100                          |
| Earth Song                                                    | 2006                  | -                     |                 |              | Visionary / Nr. 46 in de Single Top 100                          |
| They Don't Care About Us                                      | 2006                  | -                     |                 |              | Visionary / Nr. 38 in de Single Top 100                          |
| Stranger in Moscow                                            | 2006                  | -                     |                 |              | Visionary / Nr. 41 in de Single Top 100                          |
| Blood on the Dance Floor                                      | 2006                  | -                     |                 |              | Visionary / Nr. 60 in de Single Top 100                          |
| The Girl Is Mine 2008                                         | 28-01-2008            | 09-02-2008            | 17              | 5            | Met will.i.am / Nr. 12 in de Single Top 100                      |
| Wanna Be Startin' Somethin' 2008                              | 2008                  | 15-03-2008            | tip8            | -            | Met Akon                                                         |
| Billie Jean                                                   | 1983                  | 04-07-2009            | 3               | 7            | Postuum / Nr. 3 in de Single Top 100 / Nr. 1 in de Mega Top 50   |
| The Girl Is Mine                                              | 2009                  | -                     |                 |              | Met Paul McCartney / Postuum / Nr. 80 in de Single Top 100       |
| I Just Can't Stop Loving You                                  | 2009                  | -                     |                 |              | Met Siedah Garrett / Postuum / Nr. 75 in de Single Top 100       |
| Remember the Time                                             | 2009                  | -                     |                 |              | Postuum / Nr. 68 in de Single Top 100                            |
| Give In to Me                                                 | 2009                  | -                     |                 |              | Postuum / Nr. 71 in de Single Top 100                            |
| P.Y.T. (Pretty Young Thing)                                   | 2009                  | -                     |                 |              | Postuum / Nr. 68 in de Single Top 100                            |
| Human Nature                                                  | 2009                  | -                     |                 |              | Postuum / Nr. 40 in de Single Top 100                            |
| You Are Not Alone                                             | 2009                  | -                     |                 |              | Postuum / Nr. 26 in de Single Top 100                            |
| They Don't Care About Us                                      | 2009                  | -                     |                 |              | Postuum / Nr. 24 in de Single Top 100                            |
| She's Out of My Life                                          | 2009                  | -                     |                 |              | Postuum / Nr. 57 in de Single Top 100                            |
| Bad                                                           | 2009                  | -                     |                 |              | Postuum / Nr. 53 in de Single Top 100                            |
| Stranger in Moscow                                            | 2009                  | -                     |                 |              | Postuum / Nr. 48 in de Single Top 100                            |
| Heal the World                                                | 2009                  | -                     |                 |              | Postuum / Nr. 16 in de Single Top 100                            |
| The Way You Make Me Feel                                      | 2009                  | -                     |                 |              | Postuum / Nr. 40 in de Single Top 100                            |
| Man in the Mirror                                             | 2009                  | -                     |                 |              | Postuum / Nr. 22 in de Single Top 100                            |
| Liberian Girl                                                 | 2009                  | -                     |                 |              | Postuum / Nr. 35 in de Single Top 100                            |
| Gone Too Soon                                                 | 2009                  | -                     |                 |              | Postuum / Nr. 24 in de Single Top 100                            |
| Wanna Be Startin' Somethin'                                   | 2009                  | -                     |                 |              | Postuum / Nr. 31 in de Single Top 100                            |
| Black or White                                                | 2009                  | -                     |                 |              | Postuum / Nr. 21 in de Single Top 100                            |
| Rock with You                                                 | 2009                  | -                     |                 |              | Postuum / Nr. 25 in de Single Top 100                            |
| Dirty Diana                                                   | 2009                  | -                     |                 |              | Postuum / Nr. 23 in de Single Top 100                            |
| Smooth Criminal                                               | 2009                  | -                     |                 |              | Postuum / Nr. 22 in de Single Top 100                            |
| Off the Wall                                                  | 2009                  | -                     |                 |              | Postuum / Nr. 20 in de Single Top 100                            |
| Earth Song                                                    | 2009                  | -                     |                 |              | Postuum / Nr. 13 in de Single Top 100                            |
| Beat It                                                       | 2009                  | -                     |                 |              | Postuum / Nr. 7 in de Single Top 100                             |
| Don't Stop 'til You Get Enough                                | 2009                  | -                     |                 |              | Postuum / Nr. 10 in de Single Top 100                            |
| Thriller                                                      | 2009                  | -                     |                 |              | Postuum / Nr. 9 in de Single Top 100                             |
| Ben                                                           | 2009                  | -                     |                 |              | Postuum / Nr. 6 in de Single Top 100                             |
| Leave Me Alone                                                | 2009                  | -                     |                 |              | Postuum / Nr. 100 in de Single Top 100                           |
| Another Part of Me                                            | 2009                  | -                     |                 |              | Postuum / Nr. 94 in de Single Top 100                            |
| One Day in Your Life                                          | 2009                  | -                     |                 |              | Postuum / Nr. 86 in de Single Top 100                            |
| You Rock My World                                             | 2009                  | -                     |                 |              | Postuum / Nr. 72 in de Single Top 100                            |
| Will You Be There                                             | 2009                  | -                     |                 |              | Soundtrack Free Willy / Postuum / Nr. 14 in de Single Top 100    |
| This Is It                                                    | 12-10-2009            | 31-10-2009            | 22              | 4            | Postuum                                                          |
| Hold My Hand                                                  | 15-11-2010            | 25-12-2010            | 28              | 5            | Met Akon / Postuum / Nr. 27 in de Single Top 100                 |
| Hollywood Tonight                                             | 2011                  | 26-02-2011            | tip14           | -            | Postuum                                                          |
| Bad (Remix by AfroJack - DJ Buddha edit)                      | 2012                  | 29-09-2012            | tip20           | -            | Met Pitbull / Postuum                                            |
| Love Never Felt So Good                                       | 2014                  | 17-05-2014            | 11              | 14           | Met Justin Timberlake / Postuum / Nr. 2 in de Single Top 100     |
| Blue gangsta                                                  | 2014                  | -                     |                 |              | Postuum / Nr. 77 in de Single Top 100                            |
| Xscape                                                        | 2014                  | -                     |                 |              | Postuum / Nr. 63 in de Single Top 100                            |
| Do you know where your children are                           | 2014                  | -                     |                 |              | Postuum / Nr. 62 in de Single Top 100                            |
| Chicago                                                       | 2014                  | -                     |                 |              | Postuum / Nr. 53 in de Single Top 100                            |
| Slave to the rhythm                                           | 2014                  | -                     |                 |              | Postuum / Nr. 48 in de Single Top 100                            |
| Loving you                                                    | 2014                  | -                     |                 |              | Postuum / Nr. 42 in de Single Top 100                            |
| A place with no name                                          | 2014                  | 16-08-2014            | tip5            | -            | Postuum / Nr. 24 in de Single Top 100                            |
| Don't Matter to Me                                            | 2018                  | 07-07-2018            | tip24*          |              | Postuum / Met Drake / Alarmschijf                                |

### Vlaamse Ultratop 50
| Single met hitnotering(en) in de Vlaamse Ultratop 50 | Datum van verschijnen | Datum van binnenkomst | Hoogste positie | Aantal weken | Opmerkingen                                                  |
| ---------------------------------------------------- | --------------------- | --------------------- | --------------- | ------------ | ------------------------------------------------------------ |
| Ben                                                  | 1972                  | -                     |                 |              | Nr. 3 in de Radio 2 Top 30                                   |
| Don't Stop 'til You Get Enough                       | 1979                  | -                     |                 |              | Nr. 2 in de Radio 2 Top 30                                   |
| Rock with You                                        | 1980                  | -                     |                 |              | Nr. 21 in de Radio 2 Top 30                                  |
| She's Out of My Life                                 | 1980                  | -                     |                 |              | Nr. 29 in de Radio 2 Top 30                                  |
| One Day in Your Life                                 | 1981                  | -                     |                 |              | Nr. 1 in de Radio 2 Top 30                                   |
| The Girl Is Mine                                     | 1982                  | -                     |                 |              | Met Paul McCartney / Nr. 8 in de Radio 2 Top 30              |
| Billie Jean                                          | 1983                  | -                     |                 |              | Nr. 1 in de Radio 2 Top 30                                   |
| Beat It                                              | 1983                  | -                     |                 |              | Nr. 1 in de Radio 2 Top 30                                   |
| Wanna Be Startin' Somethin'                          | 1983                  | -                     |                 |              | Nr. 2 in de Radio 2 Top 30                                   |
| Human Nature                                         | 1983                  | -                     |                 |              | Nr. 11 in de Radio 2 Top 30                                  |
| Say Say Say                                          | 1983                  | -                     |                 |              | Met Paul McCartney / Nr. 2 in de Radio 2 Top 30              |
| Thriller                                             | 1983                  | -                     |                 |              | Nr. 1 in de Radio 2 Top 30                                   |
| P.Y.T. (Pretty Young Thing)                          | 1984                  | -                     |                 |              | Nr. 7 in de Radio 2 Top 30                                   |
| Farewell My Summer Love                              | 1984                  | -                     |                 |              | Nr. 2 in de Radio 2 Top 30                                   |
| I Just Can't Stop Loving You                         | 1987                  | -                     |                 |              | Met Siedah Garrett / Nr. 1 in de Radio 2 Top 30              |
| Bad                                                  | 1987                  | -                     |                 |              | Nr. 1 in de Radio 2 Top 30                                   |
| The Way You Make Me Feel                             | 1987                  | -                     |                 |              | Nr. 2 in de Radio 2 Top 30                                   |
| Man in the Mirror                                    | 1988                  | -                     |                 |              | Nr. 11 in de Radio 2 Top 30                                  |
| Get It                                               | 1988                  | -                     |                 |              | Met Stevie Wonder / Nr. 12 in de Radio 2 Top 30              |
| I Want You Back '88                                  | 1988                  | -                     |                 |              | Met The Jackson 5 / Nr. 11 in de Radio 2 Top 30              |
| Dirty Diana                                          | 1988                  | -                     |                 |              | Nr. 1 in de Radio 2 Top 30                                   |
| Another Part of Me                                   | 1988                  | -                     |                 |              | Nr. 3 in de Radio 2 Top 30                                   |
| Smooth Criminal                                      | 1988                  | -                     |                 |              | Nr. 1 in de Radio 2 Top 30                                   |
| Leave Me Alone                                       | 1989                  | -                     |                 |              | Nr. 2 in de Radio 2 Top 30                                   |
| Liberian Girl                                        | 1989                  | -                     |                 |              | Nr. 10 in de Radio 2 Top 30                                  |
| Black or White                                       | 1991                  | -                     |                 |              | Nr. 1 in de Radio 2 Top 30                                   |
| Remember the Time                                    | 1992                  | -                     |                 |              | Nr. 1 in de Radio 2 Top 30                                   |
| In the Closet                                        | 1992                  | -                     |                 |              | Nr. 13 in de Radio 2 Top 30                                  |
| Who Is It                                            | 1992                  | -                     |                 |              | Nr. 5 in de Radio 2 Top 30                                   |
| Jam                                                  | 1992                  | -                     |                 |              | Nr. 8 in de Radio 2 Top 30                                   |
| Heal the World                                       | 1992                  | -                     |                 |              | Nr. 3 in de Radio 2 Top 30                                   |
| Give In to Me                                        | 1993                  | -                     |                 |              | Nr. 6 in de Radio 2 Top 30                                   |
| Will You Be There                                    | 1993                  | -                     |                 |              | Nr. 2 in de Radio 2 Top 30                                   |
| Gone Too Soon                                        | 1994                  | -                     |                 |              | Nr. 11 in de Radio 2 Top 30                                  |
| Scream                                               | 1995                  | 17-06-1995            | 5               | 11           | Met Janet Jackson / Nr. 5 in de Radio 2 Top 30               |
| You Are Not Alone                                    | 1995                  | 09-09-1995            | 3               | 15           | Nr. 3 in de Radio 2 Top 30                                   |
| Earth Song                                           | 1995                  | 02-12-1995            | 4               | 16           | Nr. 4 in de Radio 2 Top 30                                   |
| They Don't Care About Us                             | 1996                  | 06-04-1996            | 9               | 19           | Nr. 9 in de Radio 2 Top 30                                   |
| Why                                                  | 1996                  | 07-09-1996            | 19              | 12           | Met 3T / Nr. 19 in de Radio 2 Top 30                         |
| Stranger in Moscow                                   | 1996                  | 05-10-1996            | 26              | 8            | Nr. 26 in de Radio 2 Top 30                                  |
| Blood on the Dance Floor                             | 1997                  | 03-05-1997            | 11              | 11           | Nr. 11 in de Radio 2 Top 30                                  |
| HIStory/Ghosts                                       | 1997                  | 26-07-1997            | 17              | 17           | Nr. 17 in de Radio 2 Top 30                                  |
| You Rock My World                                    | 2001                  | 20-10-2001            | 4               | 9            | Nr. 3 in de Radio 2 Top 30                                   |
| Cry                                                  | 2001                  | 08-12-2001            | tip2            | -            |                                                              |
| One More Chance                                      | 2003                  | 06-12-2003            | 30              | 3            | Nr. 20 in de Radio 2 Top 30                                  |
| The Girl Is Mine 2008                                | 2008                  | 16-02-2008            | tip20           | -            | Met will.i.am                                                |
| Wanna Be Startin' Somethin' 2008                     | 2008                  | 23-02-2008            | tip15           | -            | Met Akon                                                     |
| This Is It                                           | 2009                  | -                     |                 |              | Postuum / Nr. 14 in de Radio 2 Top 30                        |
| Hold My Hand                                         | 2010                  | 27-11-2010            | 10              | 11           | Met Akon / Postuum / Nr. 4 in de Radio 2 Top 30              |
| Hollywood Tonight                                    | 2011                  | 05-03-2011            | tip16           | -            | Postuum                                                      |
| Love Never Felt So Good                              | 2014                  | 10-05-2014            | 4               | 17*          | Met Justin Timberlake / Postuum / Nr. 3 in de Radio 2 Top 30 |
| A Place with No Name                                 | 2014                  | 02-08-2014            | tip20           | -            |                                                              |
| Loving You                                           | 2014                  | 16-08-2014            | tip72           | -            |                                                              |

## Alle nummers

### Solo
| Titel                                                     | Album                                            | Datum Officiële Uitgave | Opmerkingen                                                        |
| --------------------------------------------------------- | ------------------------------------------------ | ----------------------- | ------------------------------------------------------------------ |
| Ain't No Sunshine                                         | Got To Be There                                  | 03-07-1972              |                                                                    |
| I Wanna Be Where You Are                                  | Got to Be There                                  | 02-05-1972              |                                                                    |
| Girl Don't Take Your Love from Me                         | Got to Be There                                  | 1972                    |                                                                    |
| In Our Small Way                                          | Got to Be There                                  | 1972                    |                                                                    |
| Got to Be There                                           | Got to Be There                                  | 07-10-1971              |                                                                    |
| Rockin' Robin                                             | Got to Be There                                  | 17-02-1972              |                                                                    |
| Wings of My Love                                          | Got to Be There                                  | 1972                    |                                                                    |
| Maria (You Were the Only One)                             | Got to Be There                                  | 1972                    |                                                                    |
| Love Is Here and Now You're Gone                          | Got to Be There                                  | 1972                    |                                                                    |
| You've Got a Friend                                       | Got to Be There                                  | 1972                    |                                                                    |
| Ben                                                       | Ben                                              | 12-07-1972              |                                                                    |
| Greatest Show on Earth                                    | Ben                                              | 1972                    |                                                                    |
| People Make the World Go 'Round                           | Ben                                              | 1972                    |                                                                    |
| We've Got a Good Thing Going                              | Ben                                              | 1972                    |                                                                    |
| Everybody's Somebody's Fool                               | Ben                                              | 1972                    |                                                                    |
| My Girl                                                   | Ben                                              | 1972                    |                                                                    |
| What Goes Around Comes Around                             | Ben                                              | 1972                    |                                                                    |
| In Our Small Way                                          | Ben                                              | 1972                    |                                                                    |
| Shoo-Be-Doo-Be-Doo-Da-Day                                 | Ben                                              | 1972                    |                                                                    |
| You Can Cry on My Shoulder                                | Ben                                              | 1972                    |                                                                    |
| With a Child's Heart                                      | Music & Me                                       | 05-05-1973              |                                                                    |
| Up again                                                  | Music & Me                                       | 1973                    |                                                                    |
| All the Things You Are                                    | Music & Me                                       | 1973                    |                                                                    |
| Happy                                                     | Music & Me                                       | 29-12-1973              |                                                                    |
| Too Young                                                 | Music & Me                                       | 1973                    |                                                                    |
| Doggin' Around                                            | Music & Me                                       | 1973                    |                                                                    |
| Johnny Raven                                              | Music & Me                                       | 1973                    |                                                                    |
| Euphoria                                                  | Music & Me                                       | 1973                    |                                                                    |
| Morning Glow                                              | Music & Me                                       | 27-07-1973              |                                                                    |
| Music and Me                                              | Music & Me                                       | 07-10-1973              |                                                                    |
| We're Almost There                                        | Forever, Michael                                 | 17-02-1975              |                                                                    |
| Take Me Back                                              | Forever, Michael                                 | 1975                    |                                                                    |
| One Day in Your Life                                      | Forever, Michael                                 | 12-07-1975              |                                                                    |
| Cinderella Stay Awhile                                    | Forever, Michael                                 | 1975                    |                                                                    |
| We've Got Forever                                         | Forever, Michael                                 | 1975                    |                                                                    |
| Just a Little Bit of You                                  | Forever, Michael                                 | 29-04-1975              |                                                                    |
| You Are There                                             | Forever, Michael                                 | 1975                    |                                                                    |
| Dapper Dan                                                | Forever, Michael                                 | 1975                    |                                                                    |
| Dear Michael                                              | Forever, Michael                                 | 1975                    |                                                                    |
| I'll Come Home to You                                     | Forever, Michael                                 | 1975                    |                                                                    |
| Can't Get Outta The Rain                                  | The Wiz                                          | 1978                    |                                                                    |
| Ease On Down The Road                                     | The Wiz                                          | 21-08-1978              | In duet met Diana Ross                                             |
| You Can't Win                                             | The Wiz                                          | 11-01-1979              |                                                                    |
| Don't Stop 'til You Get Enough                            | Off The Wall                                     | 28-07-1979              |                                                                    |
| Rock with You                                             | Off The Wall                                     | 03-11-1979              |                                                                    |
| Workin' Day and Night                                     | Off The Wall                                     | 1979                    |                                                                    |
| Get On the Floor                                          | Off The Wall                                     | 1979                    |                                                                    |
| Off the Wall                                              | Off The Wall                                     | 02-02-1980              |                                                                    |
| Gilfriend                                                 | Off The Wall                                     | 16-07-1980              |                                                                    |
| She's Out of My Life                                      | Off The Wall                                     | 19-04-1980              |                                                                    |
| I Can't Help It                                           | Off The Wall                                     | 1979                    |                                                                    |
| It's the Falling In Love                                  | Off The Wall                                     | 1979                    |                                                                    |
| Burn This Disco Out                                       | Off The Wall                                     | 1979                    |                                                                    |
| Someone In The Dark                                       | E.T. the Extra-Terrestrial                       | 11-11-1982              | Verscheen ook op Thriller (special edition)                        |
| Wanna Be Startin' Somethin'                               | Thriller                                         | 08-05-1983              |                                                                    |
| Baby Be Mine                                              | Thriller                                         | 1982                    |                                                                    |
| The Girl Is Mine                                          | Thriller                                         | 18-10-1982              | in duet met Paul McCartney                                         |
| Thriller                                                  | Thriller                                         | 23-01-1984              | bevat een rap door Vincent Price                                   |
| Beat It                                                   | Thriller                                         | 14-02-1983              |                                                                    |
| Billie Jean                                               | Thriller                                         | 03-01-1983              |                                                                    |
| Human Nature                                              | Thriller                                         | 03-07-1983              |                                                                    |
| P.Y.T. (Pretty Young Thing)                               | Thriller                                         | 19-09-1983              |                                                                    |
| The Lady In My Life                                       | Thriller                                         | 1982                    |                                                                    |
| Carousel                                                  | Thriller (special edition)                       | 2001                    |                                                                    |
| Say Say Say                                               | Pipes of Peace                                   | 03-08-1983              | in duet met Paul McCartney                                         |
| The Man                                                   | Pipes of Peace                                   | 1983                    | in duet met Paul McCartney                                         |
| Somebody's Watching Me                                    | Somebody's Watching Me                           | 1984                    | in duet met Rockwell                                               |
| Tell Me I'm Not Dreaming' (Too Good to Be True)           | Dynamite                                         | 07-04-1984              | in duet met Jermaine Jackson                                       |
| Don't Let It Get You Down                                 | Farewell My Summer Love                          | 1984                    | opgenomen in 1972-1973                                             |
| You've Really Got a Hold on Me                            | Farewell My Summer Love                          | 1984                    | opgenomen in 1972-1973                                             |
| Melodie                                                   | Farewell My Summer Love                          | 1984                    | opgenomen in 1972-1973                                             |
| Touch the One You Love                                    | Farewell My Summer Love                          | 14-06-1984              | opgenomen in 1972-1973                                             |
| Girl You're So Together                                   | Farewell My Summer Love                          | 31-08-1984              | opgenomen in 1972-1973                                             |
| Farewell My Summer Love                                   | Farewell My Summer Love                          | 15-05-1984              | opgenomen in 1972-1973                                             |
| Call on Me                                                | Farewell My Summer Love                          | 1984                    | opgenomen in 1972-1973                                             |
| Here I Am (Come and Take Me)                              | Farewell My Summer Love                          | 1984                    | opgenomen in 1972-1973                                             |
| To Make My Father Proud                                   | Farewell My Summer Love                          | 1984                    | opgenomen in 1972-1973                                             |
| We Are the World                                          | We Are the World                                 | 07-03-1985              | als USA for Africa                                                 |
| When I Come of Age                                        | Looking Back to Yesterday                        | 1986                    | opgenomen in 1969-1973                                             |
| Teenage Symphony                                          | Looking Back to Yesterday                        | 1986                    | opgenomen in 1969-1973                                             |
| I Hear a Symphony                                         | Looking Back to Yesterday                        | 1986                    | opgenomen in 1969-1973                                             |
| Give Me Half a Chance                                     | Looking Back to Yesterday                        | 1986                    | opgenomen in 1969-1973                                             |
| Love's Gone Bad                                           | Looking Back to Yesterday                        | 1986                    | opgenomen in 1969-1973                                             |
| Lonely Teardrops                                          | Looking Back to Yesterday                        | 1986                    | opgenomen in 1969-1973                                             |
| You're Good For Me                                        | Looking Back to Yesterday                        | 1986                    | opgenomen in 1969-1973                                             |
| That's What Love Is Made Of                               | Looking Back to Yesterday                        | 1986                    | opgenomen in 1969-1973                                             |
| I Like You The Way You Are (Don't Change Your Love On Me) | Looking Back to Yesterday                        | 1986                    | opgenomen in 1969-1973                                             |
| Who's Lookin' For a Lover                                 | Looking Back to Yesterday                        | 1986                    | opgenomen in 1969-1973                                             |
| I Was Made to Love Her                                    | Looking Back to Yesterday                        | 1986                    | opgenomen in 1969-1973                                             |
| If'n I Was God                                            | Looking Back to Yesterday                        | 1986                    | opgenomen in 1969-1973                                             |
| Get It                                                    | Characters                                       | 15-12-1987              | in duet met Stevie Wonder                                          |
| Bad                                                       | Bad                                              | 07-09-1987              |                                                                    |
| The Way You Make Me Feel                                  | Bad                                              | 09-11-1987              |                                                                    |
| Speed Demon                                               | Bad                                              | 12-10-1989              |                                                                    |
| Liberian Girl                                             | Bad                                              | 03-07-1989              |                                                                    |
| Just Good Friends                                         | Bad                                              | 1987                    | in duet met Stevie Wonder                                          |
| Another Part of Me                                        | Bad                                              | 11-07-1988              |                                                                    |
| Man in the Mirror                                         | Bad                                              | 09-01-1988              |                                                                    |
| I Just Can't Stop Loving You                              | Bad                                              | 20-07-1987              | In duet met Siedah Garrett                                         |
| Dirty Diana                                               | Bad                                              | 18-04-1988              |                                                                    |
| Smooth Criminal                                           | Bad                                              | 24-10-1988              |                                                                    |
| Leave Me Alone                                            | Bad                                              | 13-02-1989              |                                                                    |
| Todo Mi Amor Eres Tú                                      | Bad (special edition)                            | 2001                    | Spaanse uitvoering van "I Just Can't Stop Loving You"              |
| Je Ne Veux Pas La Fin De Nous                             |                                                  |                         | Franse uitvoering van "I Just Can't Stop Loving You"               |
| Streetwalker                                              | Bad (special edition)                            | 2001                    |                                                                    |
| Fly Away                                                  | Bad (special edition)                            | 2001                    |                                                                    |
| Jam                                                       | Dangerous                                        | 13-07-1992              | rap door Heavy D                                                   |
| Why You Wanna Trip On Me                                  | Dangerous                                        | 1991                    |                                                                    |
| In the Closet                                             | Dangerous                                        | 20-04-1992              |                                                                    |
| She Drives Me Wild                                        | Dangerous                                        | 1991                    | rap door Wrecks N'Effect                                           |
| Remember the Time                                         | Dangerous                                        | 14-01-1992              |                                                                    |
| Can't Let Her Get Away                                    | Dangerous                                        | 1991                    |                                                                    |
| Heal the World                                            | Dangerous                                        | 23-11-1992              |                                                                    |
| Black or White                                            | Dangerous                                        | 14-11-1991              | rap door L.T.B.                                                    |
| Who Is It                                                 | Dangerous                                        | 31-08-1992              |                                                                    |
| Give In to Me                                             | Dangerous                                        | 15-02-1993              |                                                                    |
| Will You Be There                                         | Dangerous                                        | 28-06-1993              |                                                                    |
| Keep the Faith                                            | Dangerous                                        | 1991                    |                                                                    |
| Gone Too Soon                                             | Dangerous                                        | 06-12-1993              |                                                                    |
| Dangerous                                                 | Dangerous                                        | 1991                    |                                                                    |
| Whatzupwitu                                               | Love's Alright                                   | 30-06-1993              | in duet met Eddie Murphy                                           |
| Scream                                                    | HIStory: Past, Present and Future, Book I        | 31-05-1995              | in duet met Janet Jackson                                          |
| They Don't Care About Us                                  | HIStory: Past, Present and Future, Book I        | 01-04-1996              |                                                                    |
| Stranger in Moscow                                        | HIStory: Past, Present and Future, Book I        | 04-11-1996              |                                                                    |
| This Time Around                                          | HIStory: Past, Present and Future, Book I        | 26-12-1995              | rap door The Notorious B.I.G.                                      |
| Earth Song                                                | HIStory: Past, Present and Future, Book I        | 27-11-1995              |                                                                    |
| D.S.                                                      | HIStory: Past, Present and Future, Book I        | 02-12-1995              |                                                                    |
| Money                                                     | HIStory: Past, Present and Future, Book I        | 1995                    |                                                                    |
| Come Together                                             | HIStory: Past, Present and Future, Book I        | 1995                    |                                                                    |
| You Are Not Alone                                         | HIStory: Past, Present and Future, Book I        | 15-08-1995              |                                                                    |
| Childhood                                                 | HIStory: Past, Present and Future, Book I        | 31-05-1995              | Soundtrack Free Willy 2                                            |
| Tabloid Junkie                                            | HIStory: Past, Present and Future, Book I        | 1995                    |                                                                    |
| 2 Bad                                                     | HIStory: Past, Present and Future, Book I        | 1995                    | rap door Shaquille O'Neal                                          |
| History                                                   | HIStory: Past, Present and Future, Book I        | 30-07-1997              |                                                                    |
| Little Susie                                              | HIStory: Past, Present and Future, Book I        | 1995                    |                                                                    |
| Smile                                                     | HIStory: Past, Present and Future, Book I        | 28-12-1997              |                                                                    |
| Why                                                       | Brotherhood                                      | 11-01-1996              | in duet met 3T                                                     |
| I Need You                                                | Brotherhood                                      | 20-02-1996              | als achtergrondzanger bij 3T                                       |
| Blood on the Dance Floor                                  | Blood on the Dance Floor: HIStory in the Mix     | 21-03-1997              | outtake Dangerous                                                  |
| Morphine                                                  | Blood on the Dance Floor: HIStory in the Mix     | 1997                    | outtake HIStory                                                    |
| Superfly Sister                                           | Blood on the Dance Floor: HIStory in the Mix     | 1997                    | outtake Dangerous                                                  |
| Ghosts                                                    | Blood on the Dance Floor: HIStory in the Mix     | 30-07-1997              | outtake HIStory                                                    |
| Is It Scary                                               | Blood on the Dance Floor: HIStory in the Mix     | 08-11-1997              | outtake HIStory                                                    |
| On the Line                                               |                                                  | 1997                    | Van de film Get On The Bus uit 1996                                |
| Unbreakable                                               | Invincible                                       | 21-06-2001              | rap door The Notorious B.I.G.                                      |
| Heartbreaker                                              | Invincible                                       | 2001                    | rap door Fats                                                      |
| Invincible                                                | Invincible                                       | 2001                    | rap door Fats                                                      |
| Break Of Dawn                                             | Invincible                                       | 2001                    |                                                                    |
| Heaven Can Wait                                           | Invincible                                       | 2001                    |                                                                    |
| You Rock My World                                         | Invincible                                       | 22-08-2001              |                                                                    |
| Butterflies                                               | Invincible                                       | 08-02-2002              |                                                                    |
| Speechless                                                | Invincible                                       | 13-11-2001              |                                                                    |
| 2000 Watts                                                | Invincible                                       | 2001                    |                                                                    |
| You Are My Life                                           | Invincible                                       | 2001                    |                                                                    |
| Privacy                                                   | Invincible                                       | 2001                    | gitaarsolo van Slash                                               |
| Don't Walk Away                                           | Invincible                                       | 2001                    |                                                                    |
| Cry                                                       | Invincible                                       | 03-12-2001              |                                                                    |
| The Lost Childeren                                        | Invincible                                       | 2001                    |                                                                    |
| Whatever Happens                                          | Invincible                                       | 2001                    | gitaar door Carlos Santana                                         |
| Threatened                                                | Invincible                                       | 2001                    | tussentekst door Rod Serling                                       |
| Shout                                                     |                                                  | 2001                    | Staat op de B-kant van de single Cry                               |
| What More Can I Give                                      |                                                  | 27-10-2003              | Met diverse artiesten                                              |
| Todo Para Ti                                              |                                                  | 2001                    | Spaanse uitvoering van What more Can I Give, met diverse artiesten |
| One More Chance                                           | Number Ones                                      | 20-11-2003              |                                                                    |
| Sunset Driver (demo)                                      | Michael Jackson: The Ultimate Collection         | 2004                    | outtake van Off the Wall                                           |
| Scared Of The Moon (demo)                                 | Michael Jackson: The Ultimate Collection         | 2004                    | outtake van Thriller                                               |
| We Are the world (demo)                                   | Michael Jackson: The Ultimate Collection         | 2004                    | Solo versie                                                        |
| We Are Here To Chance The World                           | Michael Jackson: The Ultimate Collection         | 2004                    | Van de film Captain EO uit 1986                                    |
| Cheater (demo)                                            | Michael Jackson: The Ultimate Collection         | 14-09-2004              | outtake Bad en Invincible                                          |
| Monkey Business                                           | Michael Jackson: The Ultimate Collection         | 2004                    | outtake Dangerous                                                  |
| Someone Put Your Hand Out                                 | Michael Jackson: The Ultimate Collection         | 29-10-1991              | promo Dangerous World Tour                                         |
| Fall Again (demo)                                         | Michael Jackson: The Ultimate Collection         | 2004                    | outtake Invincible                                                 |
| In The Back                                               | Michael Jackson: The Ultimate Collection         | 2004                    | outtake HIStory                                                    |
| Beautifull Girl (demo)                                    | Michael Jackson: The Ultimate Collection         | 2004                    |                                                                    |
| The Way You Love Me (demo)                                | Michael Jackson: The Ultimate Collection         | 2004                    | Staat ook op het postuum album Michael                             |
| We've Had Enough                                          | Michael Jackson: The Ultimate Collection         | 2004                    |                                                                    |
| Dangerous (demo)                                          | Michael Jackson: The Ultimate Collection         | 2004                    | Outtake Dangerous                                                  |
| P.Y.T. (Pretty Young Thing) (demo)                        | Michael Jackson: The Ultimate Collection         | 2004                    | Outtake Thriller                                                   |
| The Girl Is Mine 2008                                     | Thriller 25                                      | 2008                    | met Will.i.am                                                      |
| P.Y.T. (Pretty Young Thing) 2008                          | Thriller 25                                      | 2008                    | met Will.i.am                                                      |
| Wanna Be Startin' Somethin' 2008                          | Thriller 25                                      | 2008                    | met Akon                                                           |
| Beat It 2008                                              | Thriller 25                                      | 2008                    | met Fergie                                                         |
| Billie Jean 2008                                          | Thriller 25                                      | 2008                    | Kanye West Remix                                                   |
| For All Time                                              | Thriller 25                                      | 2008                    |                                                                    |
| Got The Hots                                              | Thriller 25 (Japanse editie)                     | 2008                    |                                                                    |
| Mind Is The Magic                                         | Mind Is The Magic: Anthem For The Las Vegas Show | 10-7-2009               | Geschreven in 1989 voor Siegfried & Roy.                           |
| This Is It                                                | This Is It                                       | 12-10-2009              | eerste postuum single                                              |
| We Are the World 25 for Haiti                             |                                                  | 2010                    | met meerdere artiesten                                             |
| Hold My Hand                                              | Michael                                          | 15-11-2010              | duet met Akon                                                      |
| Hollywood Tonight                                         | Michael                                          | 11-02-2011              |                                                                    |
| Keep Your Head Up                                         | Michael                                          | 2010                    |                                                                    |
| (I Like) The Way You Love Me                              | Michael                                          | 8-7-2011                | stond als demo op Michael Jackson: The Ultimate Collection         |
| Monster                                                   | Michael                                          | 2010                    | rap door 50 Cent                                                   |
| Best of Joy                                               | Michael                                          | 2010                    |                                                                    |
| Breaking News                                             | Michael                                          | 2010                    |                                                                    |
| (I Can't Make It) Another Day                             | Michael                                          | 2010                    | achtergrondzangers Lenny Kravitz en Dave Grohl                     |
| Behind the Mask                                           | Michael                                          | 21-02-2011              | outtake van Thriller                                               |
| Much Too Soon                                             | Michael                                          | 2010                    | outtake van Thriller                                               |
| All in Your Name                                          |                                                  | 25-6-2011               | met Barry Gibb                                                     |
| Don't Be Messin' 'Round                                   | Bad 25                                           | 1-6-2012                |                                                                    |
| I'm So Blue                                               | Bad 25                                           | 2012                    |                                                                    |
| Song Groove (a.k.a. Abortion Papers)                      | Bad 25                                           | 2012                    |                                                                    |
| Free                                                      | Bad 25                                           | 2012                    |                                                                    |
| Price of Fame                                             | Bad 25                                           | 2012                    |                                                                    |
| Al Capone                                                 | Bad 25                                           | 2012                    |                                                                    |

Met betrekking tot de nummers Breaking News, Monster en Keep Your Head Up bestaat twijfel aan de authenticiteit van de stem van Michael. Het drietal nummers wordt vaak aangeduid als de "Cascio Tracks".

### Met The Jackson 5
| Titel                                              | Album                             | Jaar Officiële Uitgave | Opmerkingen                                                                                 |
| -------------------------------------------------- | --------------------------------- | ---------------------- | ------------------------------------------------------------------------------------------- |
| Zip-a-Dee-Doo-Dah                                  | Diana Ross Presents The Jackson 5 | 1969                   |                                                                                             |
| Nobody                                             | Diana Ross Presents The Jackson 5 | 1969                   |                                                                                             |
| I Want You Back                                    | Diana Ross Presents The Jackson 5 | 1969                   |                                                                                             |
| Can You Remember                                   | Diana Ross Presents The Jackson 5 | 1969                   |                                                                                             |
| Standing in the Shadows of Love                    | Diana Ross Presents The Jackson 5 | 1969                   |                                                                                             |
| You've Changed                                     | Diana Ross Presents The Jackson 5 | 1969                   |                                                                                             |
| My Cherie Amour                                    | Diana Ross Presents The Jackson 5 | 1969                   |                                                                                             |
| Who's Lovin' You                                   | Diana Ross Presents The Jackson 5 | 1969                   |                                                                                             |
| Chained                                            | Diana Ross Presents The Jackson 5 | 1969                   |                                                                                             |
| (I Know) I'm Losing You                            | Diana Ross Presents The Jackson 5 | 1969                   |                                                                                             |
| Stand!                                             | Diana Ross Presents The Jackson 5 | 1969                   |                                                                                             |
| Born to Love You                                   | Diana Ross Presents The Jackson 5 | 1969                   |                                                                                             |
| The Love You Save                                  | ABC                               | 1970                   |                                                                                             |
| One More Chance                                    | ABC                               | 1970                   |                                                                                             |
| ABC                                                | ABC                               | 1970                   |                                                                                             |
| 2-4-6-8                                            | ABC                               | 1970                   |                                                                                             |
| (Come 'Round Here) I'm the One You Need            | ABC                               | 1970                   |                                                                                             |
| Don't Know Why I Love You                          | ABC                               | 1970                   |                                                                                             |
| Never Had a Dream Come True                        | ABC                               | 1970                   |                                                                                             |
| True Love Can Be Beautiful                         | ABC                               | 1970                   |                                                                                             |
| La-La (Means I Love You)                           | ABC                               | 1970                   |                                                                                             |
| I'll Bet You                                       | ABC                               | 1970                   |                                                                                             |
| I Found That Girl                                  | ABC                               | 1970                   |                                                                                             |
| The Young Folks                                    | ABC                               | 1970                   |                                                                                             |
| I'll Be There                                      | Third Album                       | 1970                   |                                                                                             |
| Ready or Not Here I Come (Can't Hide from Love)    | Third Album                       | 1970                   |                                                                                             |
| Oh How Happy                                       | Third Album                       | 1970                   |                                                                                             |
| Can I See You in the Morning                       | Third Album                       | 1970                   |                                                                                             |
| Goin' Back to Indiana                              | Third Album                       | 1970                   |                                                                                             |
| How Funky Is Your Chicken                          | Third Album                       | 1970                   |                                                                                             |
| Mama's Pearl                                       | Third Album                       | 1970                   |                                                                                             |
| Reach In                                           | Third Album                       | 1970                   |                                                                                             |
| The Love I Saw In You Was Just a Mirage            | Third Album                       | 1970                   |                                                                                             |
| Darling Dear                                       | Third Album                       | 1970                   |                                                                                             |
| Have Yourself a Merry Little Christmas             | The Jackson 5 Christmas Album     | 1970                   |                                                                                             |
| Santa Claus Is Coming to Town                      | The Jackson 5 Christmas Album     | 1970                   |                                                                                             |
| The Christmas Song                                 | The Jackson 5 Christmas Album     | 1970                   |                                                                                             |
| Up on the Housetop                                 | The Jackson 5 Christmas Album     | 1970                   |                                                                                             |
| Frosty the Snowman                                 | The Jackson 5 Christmas Album     | 1970                   |                                                                                             |
| The Little Drummer Boy                             | The Jackson 5 Christmas Album     | 1970                   |                                                                                             |
| Rudolph the Red-Nosed Reindeer                     | The Jackson 5 Christmas Album     | 1970                   |                                                                                             |
| Give Love on Christmas Day                         | The Jackson 5 Christmas Album     | 1970                   |                                                                                             |
| Someday at Christmas                               | The Jackson 5 Christmas Album     | 1970                   |                                                                                             |
| I Saw Mommy Kissing Santa Claus                    | The Jackson 5 Christmas Album     | 1970                   |                                                                                             |
| Maybe Tomorrow                                     | Maybe Tomorrow                    | 1971                   |                                                                                             |
| She's Good                                         | Maybe Tomorrow                    | 1971                   |                                                                                             |
| Never Can Say Goodbye                              | Maybe Tomorrow                    | 1971                   |                                                                                             |
| The Wall                                           | Maybe Tomorrow                    | 1971                   |                                                                                             |
| Petals                                             | Maybe Tomorrow                    | 1971                   |                                                                                             |
| Sixteen Candles                                    | Maybe Tomorrow                    | 1971                   |                                                                                             |
| (We've Got) Blue Skies                             | Maybe Tomorrow                    | 1971                   |                                                                                             |
| My Little Baby                                     | Maybe Tomorrow                    | 1971                   |                                                                                             |
| It's Great to Be Here                              | Maybe Tomorrow                    | 1971                   |                                                                                             |
| Honey Chile                                        | Maybe Tomorrow                    | 1971                   |                                                                                             |
| I Will Find a Way                                  | Maybe Tomorrow                    | 1971                   |                                                                                             |
| Sugar Daddy                                        | Greatest Hits                     | 1971                   |                                                                                             |
| Ain't Nothing Like the Real Thing                  | Lookin' Through the Window        | 1972                   |                                                                                             |
| Lookin' Through the Window                         | Lookin' Through the Window        | 1972                   |                                                                                             |
| Don't Let Your Baby Catch You                      | Lookin' Through the Window        | 1972                   |                                                                                             |
| To Know                                            | Lookin' Through the Window        | 1972                   |                                                                                             |
| Doctor my eyes                                     | Lookin' Through the Window        | 1972                   |                                                                                             |
| Little Bitty Pretty One                            | Lookin' Through the Window        | 1972                   |                                                                                             |
| E-Ne-Me-Ne-Mi-Ne-Moe (The Choice is Yours to Pull) | Lookin' Through the Window        | 1972                   |                                                                                             |
| If I Have to Move a Mountain                       | Lookin' Through the Window        | 1972                   |                                                                                             |
| Don't Want to See Tomorrow                         | Lookin' Through the Window        | 1972                   |                                                                                             |
| Children of the Light                              | Lookin' Through the Window        | 1972                   |                                                                                             |
| I Can Only Give You Love                           | Lookin' Through the Window        | 1972                   |                                                                                             |
| Skywriter                                          | Skywriter                         | 1973                   |                                                                                             |
| Hallelujah Day                                     | Skywriter                         | 1973                   |                                                                                             |
| The Boogie Man                                     | Skywriter                         | 1973                   |                                                                                             |
| Touch                                              | Skywriter                         | 1973                   |                                                                                             |
| Corner of the Sky                                  | Skywriter                         | 1973                   |                                                                                             |
| I Can't Quit Your Love                             | Skywriter                         | 1973                   |                                                                                             |
| Uppermost                                          | Skywriter                         | 1973                   |                                                                                             |
| World of Sunshine                                  | Skywriter                         | 1973                   |                                                                                             |
| Ooh, I'd Love to Be with You                       | Skywriter                         | 1973                   |                                                                                             |
| You Made Me What I Am                              | Skywriter                         | 1973                   |                                                                                             |
| Get It Together                                    | G.I.T.: Get It Together           | 1973                   |                                                                                             |
| Don't Say Goodbye Again                            | G.I.T.: Get It Together           | 1973                   |                                                                                             |
| Reflections                                        | G.I.T.: Get It Together           | 1973                   |                                                                                             |
| Hum Along and Dance                                | G.I.T.: Get It Together           | 1973                   |                                                                                             |
| Mama I Gotta Brand New Thing (Don't Say No)        | G.I.T.: Get It Together           | 1973                   |                                                                                             |
| It's Too Late to Change the Time                   | G.I.T.: Get It Together           | 1973                   |                                                                                             |
| You Need Love Like I Do (Don't You)                | G.I.T.: Get It Together           | 1973                   |                                                                                             |
| Dancing Machine                                    | G.I.T.: Get It Together           | 1973                   |                                                                                             |
| I Am Love                                          | Dancing Machine                   | 1974                   |                                                                                             |
| Whatever You Got, I Want                           | Dancing Machine                   | 1974                   |                                                                                             |
| Dancing Machine                                    | Dancing Machine                   | 1974                   | stond eerder op het album G.I.T.: Get It Together (1973) van The Jackson Five. Nu geremixt. |
| She's a Rhythm Child                               | Dancing Machine                   | 1974                   |                                                                                             |
| The Life of the Party                              | Dancing Machine                   | 1974                   |                                                                                             |
| What You Don't Know                                | Dancing Machine                   | 1974                   |                                                                                             |
| If I Don't Love You This Way                       | Dancing Machine                   | 1974                   |                                                                                             |
| It All Begins and Ends With Love                   | Dancing Machine                   | 1974                   |                                                                                             |
| The Mirrors of My Mind                             | Dancing Machine                   | 1974                   |                                                                                             |
| Forever Came Today                                 | Moving Violation                  | 1975                   |                                                                                             |
| Moving Violation                                   | Moving Violation                  | 1975                   |                                                                                             |
| (You Were Made) Especially for Me                  | Moving Violation                  | 1975                   |                                                                                             |
| Honey Love                                         | Moving Violation                  | 1975                   |                                                                                             |
| Body Language (Do the Love Dance)                  | Moving Violation                  | 1975                   |                                                                                             |
| All I Do Is Think of You                           | Moving Violation                  | 1975                   |                                                                                             |
| Breezy                                             | Moving Violation                  | 1975                   |                                                                                             |
| Call of the Wild                                   | Moving Violation                  | 1975                   |                                                                                             |
| Time Explosion                                     | Moving Violation                  | 1975                   |                                                                                             |

### Met The Jacksons
| Titel                                  | Album               | Jaar Officiële Uitgave | Opmerkingen                |
| -------------------------------------- | ------------------- | ---------------------- | -------------------------- |
| Enjoy Yourself                         | The Jacksons        | 1976                   |                            |
| Think Happy                            | The Jacksons        | 1976                   |                            |
| Good Times                             | The Jacksons        | 1976                   |                            |
| Keep On Dancing                        | The Jacksons        | 1976                   |                            |
| Blues Away                             | The Jacksons        | 1976                   |                            |
| Show You the Way to Go                 | The Jacksons        | 23-07-1977             |                            |
| Living Together                        | The Jacksons        | 1976                   |                            |
| Strength of One Man                    | The Jacksons        | 1976                   |                            |
| Dreamer                                | The Jacksons        | 1976                   |                            |
| Style of Life                          | The Jacksons        | 1976                   |                            |
| Music's Takin' Over                    | Goin' Places        | 1977                   |                            |
| Goin' Places                           | Goin' Places        | 1977                   |                            |
| Different Kind of Lady                 | Goin' Places        | 1977                   |                            |
| Even Though You're Gone                | Goin' Places        | 1977                   |                            |
| Jump for Joy                           | Goin' Places        | 1977                   |                            |
| Heaven Knows I Love You, Girl          | Goin' Places        | 1977                   |                            |
| Man of War                             | Goin' Places        | 1977                   |                            |
| Do What You Wanna                      | Goin' Places        | 1977                   |                            |
| Find Me a Girl                         | Goin' Places        | 1977                   |                            |
| Blame It on the Boogie                 | Destiny             | 16-12-1978             |                            |
| Push Me Away                           | Destiny             | 1978                   |                            |
| Things I Do For You                    | Destiny             | 1978                   |                            |
| Shake Your Body (Down to the Ground)   | Destiny             | 03-03-1979             |                            |
| Destiny                                | Destiny             | 1979                   |                            |
| Bless His Soul                         | Destiny             | 1979                   |                            |
| All Night Dancin'                      | Destiny             | 1979                   |                            |
| That's What You Get (For Being Polite) | Destiny             | 1979                   |                            |
| Can You Feel It                        | Triumph             | 28-03-1981             |                            |
| Lovely One                             | Triumph             | 18-10-1980             |                            |
| Your Ways                              | Triumph             | 1980                   |                            |
| Everybody                              | Triumph             | 1980                   |                            |
| This Place Hotel                       | Triumph             | 1980                   |                            |
| Time Waits for No One                  | Triumph             | 1980                   |                            |
| Walk Right Now                         | Triumph             | 05-09-1981             |                            |
| Give It Up                             | Triumph             | 1980                   |                            |
| Wondering Who                          | Triumph             | 1980                   |                            |
| State of shock                         | Victory             | 14-07-1984             | In duet met Mick Jagger    |
| Torture                                | Victory             | 25-08-1984             | In duet met Jackie Jackson |
| Be Not Always                          | Victory             | 1984                   |                            |
| 2300 Jackson Street                    | 2300 Jackson Street | 16-12-1989             |                            |

### NPO Radio 2 Top 2000
| Nummers met noteringen in de NPO Radio 2 Top 2000 | '99  | '00  | '01  | '02  | '03  | '04  | '05  | '06  | '07  | '08  | '09  | '10  | '11  | '12  | '13  | '14  | '15  | '16  | '17  | '18  | '19  | '20  | '21  | '22  | '23  | '24  |
| ------------------------------------------------- | ---- | ---- | ---- | ---- | ---- | ---- | ---- | ---- | ---- | ---- | ---- | ---- | ---- | ---- | ---- | ---- | ---- | ---- | ---- | ---- | ---- | ---- | ---- | ---- | ---- | ---- |
| A Brand New Day (met The Wiz & Diana Ross)        | 766  | 714  | 923  | 994  | 1233 | 1322 | 1429 | 1528 | 1492 | 1370 | 1585 | 1585 | 1907 | 787  | 1321 | 1520 | 1927 | -    | -    | -    | -    | -    | -    | -    | -    | -    |
| Bad                                               | -    | 1310 | 736  | 1313 | 1712 | 1467 | 1798 | 1551 | -    | 1807 | 439  | 965  | 1087 | 878  | 1063 | 1555 | 1360 | 1575 | 1590 | 968  | 1290 | 1524 | 1347 | 1556 | 1647 | 1244 |
| Beat It                                           | 242  | 434  | 330  | 455  | 760  | 518  | 637  | 642  | 918  | 639  | 74   | 179  | 252  | 218  | 315  | 419  | 359  | 391  | 334  | 242  | 406  | 343  | 363  | 332  | 382  | 376  |
| Ben                                               | 256  | 603  | 463  | 743  | 690  | 677  | 737  | 733  | 942  | 732  | 186  | 369  | 466  | 336  | 463  | 556  | 552  | 638  | 617  | 495  | 724  | 560  | 704  | 838  | 927  | 855  |
| Billie Jean                                       | 173  | 422  | 310  | 313  | 315  | 222  | 239  | 260  | 370  | 266  | 27   | 64   | 96   | 83   | 132  | 128  | 126  | 123  | 113  | 82   | 130  | 127  | 136  | 134  | 148  | 144  |
| Black or White                                    | -    | -    | -    | -    | -    | -    | -    | -    | -    | -    | 276  | 1532 | 693  | 587  | 647  | 831  | 722  | 731  | 921  | 591  | 788  | 724  | 846  | 1025 | 1091 | 880  |
| Dirty Diana                                       | -    | -    | -    | -    | -    | -    | -    | -    | -    | -    | 303  | -    | 609  | 522  | 502  | 585  | 541  | 386  | 416  | 392  | 524  | 545  | 610  | 616  | 685  | 692  |
| Don't Stop 'til You Get Enough                    | -    | 1549 | 620  | 1013 | 1506 | 1376 | 1704 | 1647 | -    | 1786 | 523  | 1170 | 1165 | 1025 | 1186 | 1211 | 1241 | 1206 | 1091 | 851  | 1074 | 1196 | 1307 | 1381 | 1503 | 1688 |
| Earth Song                                        | 246  | -    | -    | 561  | 615  | 634  | 780  | 583  | 940  | 692  | 88   | 148  | 152  | 147  | 113  | 118  | 118  | 149  | 166  | 109  | 169  | 175  | 182  | 190  | 183  | 156  |
| Gone Too Soon                                     | -    | -    | -    | -    | -    | -    | -    | -    | -    | -    | 991  | -    | -    | -    | -    | -    | -    | -    | -    | -    | -    | -    | -    | -    | -    | -    |
| Heal the World                                    | 365  | 551  | 535  | 963  | 777  | 989  | 1116 | 1169 | 1634 | 1115 | 250  | 536  | 674  | 689  | 729  | 790  | 478  | 847  | 821  | 603  | 923  | 631  | 692  | 911  | 861  | 682  |
| Human Nature                                      | -    | -    | -    | -    | -    | -    | -    | -    | -    | -    | 525  | -    | 1072 | 1040 | 971  | 1092 | 692  | 977  | 1007 | 773  | 1269 | 1194 | 1259 | 1334 | 1507 | 1583 |
| I Just Can't Stop Loving You (met Siedah Garrett) | -    | -    | -    | -    | -    | -    | -    | -    | -    | -    | 714  | -    | 1484 | 1990 | 1634 | 1832 | 1970 | 1834 | 1929 | 1847 | -    | -    | -    | -    | -    | -    |
| Leave Me Alone                                    | -    | -    | -    | -    | -    | -    | -    | -    | -    | -    | 1655 | -    | -    | -    | -    | -    | -    | -    | -    | -    | -    | -    | -    | -    | -    | -    |
| Liberian Girl                                     | -    | -    | -    | -    | -    | -    | -    | -    | -    | -    | -    | -    | -    | -    | -    | -    | -    | -    | -    | 1942 | 1975 | -    | -    | -    | -    | 1935 |
| Love Never Felt So Good (met Justin Timberlake)   | ×    | ×    | ×    | ×    | ×    | ×    | ×    | ×    | ×    | ×    | ×    | ×    | ×    | ×    | ×    | -    | 1119 | 1373 | 1670 | 1175 | 1832 | 1953 | -    | -    | -    | -    |
| Man in the Mirror                                 | -    | -    | -    | -    | -    | -    | -    | -    | -    | -    | 326  | 1195 | 197  | 204  | 159  | 199  | 165  | 138  | 161  | 135  | 218  | 224  | 254  | 325  | 348  | 408  |
| Off the Wall                                      | -    | -    | -    | -    | -    | -    | -    | -    | -    | -    | 1176 | -    | 1751 | 1496 | 1601 | 1336 | 1369 | 1306 | 1260 | 1138 | 1410 | 1596 | 1597 | 1769 | 1868 | 1809 |
| One Day in Your Life                              | 1075 | -    | 770  | -    | 1830 | 1665 | 1910 | 1962 | -    | 1969 | 1090 | 1414 | 1775 | 1916 | 1920 | -    | -    | -    | -    | -    | -    | -    | -    | -    | -    | -    |
| P.Y.T. (Pretty Young Thing)                       | -    | -    | -    | -    | -    | -    | -    | -    | -    | -    | -    | -    | -    | -    | -    | 1950 | 1750 | 1844 | 1858 | 1197 | 1698 | 1818 | -    | -    | -    | -    |
| Remember the Time                                 | -    | -    | -    | -    | -    | -    | -    | -    | -    | -    | 1322 | -    | -    | -    | -    | -    | -    | -    | -    | -    | -    | -    | -    | -    | -    | -    |
| Rock with You                                     | -    | -    | -    | -    | -    | -    | -    | -    | -    | -    | 1107 | 1845 | 1937 | 1560 | 1736 | 1771 | 1661 | 1525 | 1503 | 1310 | 1706 | 1710 | 1697 | 1821 | -    | 1543 |
| Say Say Say (met Paul McCartney)                  | -    | -    | -    | -    | -    | -    | -    | -    | -    | -    | 1769 | -    | -    | -    | -    | -    | -    | -    | -    | -    | -    | -    | -    | -    | -    | -    |
| Smooth Criminal                                   | -    | -    | -    | -    | -    | -    | -    | -    | -    | -    | 137  | 419  | 458  | 470  | 339  | 450  | 339  | 385  | 439  | 292  | 410  | 452  | 448  | 475  | 519  | 610  |
| Stranger in Moscow                                | -    | -    | -    | -    | -    | -    | -    | -    | -    | -    | 725  | -    | 1201 | 1390 | 1059 | 1205 | 1276 | 1346 | 1361 | 1351 | 1615 | 1706 | 1841 | 1564 | 1778 | 1520 |
| The Girl Is Mine (met Paul McCartney)             | 1264 | -    | 1692 | 1836 | -    | 1874 | -    | -    | -    | -    | 1253 | -    | -    | 1153 | -    | -    | -    | -    | -    | -    | -    | -    | -    | -    | -    | -    |
| The Way You Make Me Feel                          | -    | -    | -    | -    | -    | -    | -    | -    | -    | -    | 534  | -    | 1183 | 1470 | 962  | 1098 | 1161 | 983  | 1037 | 748  | 1173 | 952  | 1179 | 1310 | 1437 | 1783 |
| They Don't Care About Us                          | -    | -    | -    | -    | -    | -    | -    | -    | -    | -    | -    | -    | 806  | 1059 | 596  | 646  | 433  | 584  | 625  | 435  | 654  | 682  | 452  | 692  | 797  | 742  |
| Thriller                                          | 81   | 187  | 162  | 239  | 340  | 309  | 408  | 246  | 506  | 324  | 52   | 126  | 144  | 181  | 176  | 212  | 205  | 176  | 147  | 113  | 191  | 191  | 213  | 185  | 222  | 319  |
| Wanna Be Startin' Somethin'                       | -    | -    | -    | -    | -    | -    | -    | -    | -    | -    | 650  | 1144 | 1323 | 1626 | 1326 | 1541 | 1338 | 1644 | 1517 | 1435 | 1699 | 1725 | 1595 | 1840 | -    | -    |
| Will You Be There                                 | -    | -    | -    | -    | -    | -    | -    | -    | -    | -    | 584  | -    | 1177 | 1293 | 1200 | 1273 | 1326 | 1621 | 1545 | 1260 | 1701 | 1672 | 1765 | 1839 | 1871 | 1658 |
| You Are Not Alone                                 | 821  | -    | -    | -    | -    | -    | -    | -    | -    | -    | 565  | -    | 1605 | 1937 | 1872 | -    | -    | -    | -    | -    | -    | -    | -    | -    | -    | -    |

1. ↑  Een '-' betekent dat het nummer niet was genoteerd, een '×' betekent dat het nummer nog niet was uitgebracht en een vetgedrukt getal geeft de hoogste notering van een nummer aan.

## Dvd's

### Nederlandse DVD Music Top 30
| Hitnoteringen                         | Datum van verschijnen | Datum van binnenkomst | Hoogste positie | Aantal weken | Opmerkingen |
| ------------------------------------- | --------------------- | --------------------- | --------------- | ------------ | ----------- |
| Number Ones                           | 2003                  | 29-11-2003            | 12              | 14           |             |
| HIStory on Film, Volume II            | 2004                  | 06-03-2004            | 27              | 3            |             |
| Live in Bucharest: The Dangerous Tour | 2005                  | 30-07-2005            | 2               | 18           |             |
| One Night in Japan                    | 2009                  | 11-04-2009            | 1(3wk)          | 8            |             |
| Michael Jackson - A Life              | 2009                  | 15-08-2009            | 13              | 2            |             |
| Michael Jackson's Vision              | 2010                  | 27-11-2010            | 3               | 24           |             |
| Live at Wembley July 16, 1988         | 2012                  | 22-09-2012            | 1(1wk)          | 66           |             |

### Vlaamse Muziek-DVD Ultratop 10/20
| Hitnoteringen                         | Datum van verschijnen | Datum van binnenkomst | Hoogste positie | Aantal weken | Opmerkingen |
| ------------------------------------- | --------------------- | --------------------- | --------------- | ------------ | ----------- |
| Live in Bucharest: The Dangerous Tour | 2005                  | 06-08-2005            | 2               | 10           |             |
| One Night in Japan                    | 2009                  | 11-04-2009            | 1(2wk)          | 17           |             |
| History I + II                        | 2009                  | 01-08-2009            | 1(5wk)          | 9            |             |
| Michael Jackson - A Life              | 2009                  | 15-08-2009            | 2               | 8            |             |
| Michael Jackson's Vision              | 2010                  | 27-11-2010            | 2               | 18           |             |
| Live at Wembley July 16, 1988         | 2012                  | 22-09-2012            | 1(2wk)          | 10           |             |

## Remixes
In mei 2012 werd een lijst met alle officiële remixes gepubliceerd door een Michael Jackson-fan. Deze lijst is te bekijken op deze site.

## Uitgelekte nummers
| Naam                                 | Datum uitlekking | (Vermoedelijke) Opname | Opmerkingen                                                                          |
| ------------------------------------ | ---------------- | ---------------------- | ------------------------------------------------------------------------------------ |
| Trouble                              |                  | 1981                   | Outtake van het album Thriller, demo van She's Trouble                               |
| Love Never Felt So Good              |                  | 1984/1985              |                                                                                      |
| She's Trouble                        |                  | 1981                   | Outtake van het album Thriller                                                       |
| Nite Line                            |                  | 1981                   | Outtake van het album Thriller                                                       |
| Hot Street                           |                  | 1981                   | Outtake van het album Thriller                                                       |
| Starlight                            |                  | 1981                   | Demo-versie van Thriller                                                             |
| Xscape                               | 2002             | 1999                   | Outtake van het album Invincible                                                     |
| If You Don't Love Me                 | 2005             | 1990                   | Outtake van het album Dangerous                                                      |
| She Got It                           | 2008             | 1990                   | Outtake van het album Dangerous                                                      |
| What About Us                        |                  | 1991                   | Demo-versie van Earth Song, outtake van het album Dangerous                          |
| Work That Body                       |                  | 1990                   | Outtake van het album Dangerous                                                      |
| Serious Effect                       | 2002             | 1990                   | Outtake van het album Dangerous                                                      |
| There Must Be More To Life Than This | 2002             | 1983                   | Outtake van het album Victory. Soloversie en duetversie met Freddie Mercury          |
| A Place With No Name                 | 16-06-2009       | 2001                   | een klein stukje lekte op het internet, outtake van het album 'Invincible'.          |
| Elizabeth, I Love You (studioversie) | 5-05-2010        | 1997                   | Is live gezongen op de 65e verjaardag van Elizabeth Taylor                           |
| Opis None                            | 16-11-2010       |                        | Geen nieuw nummer van Jackson. Bevat samples van Destiny                             |
| Do You Know Where Your Children Are  | 16-11-2010       | 1990                   | outtake van het album Dangerous                                                      |
| Blue Gangsta                         | 1-12- 2010       | 2001                   | Werd eerder gelekt in 2006 onder de naam Gangsta (no friend of mine) ft. Tempamental |
| Slave to the Rhythm                  | 1-12- 2010       | 1998                   |                                                                                      |
| I am a loser                         | 2011             | 2009                   |                                                                                      |
| (Summer)Days of Gloucershire         | 2011             |                        |                                                                                      |
| Can't Get Your Weight Off Of Me      | 2010             | 2000/2001              | Er lekte maar een klein stukje, outtake van het album Invincible                     |
| People Of the World                  | 2011             | 1998                   | werd gecoverd door de Japanse band J-friends                                         |
| Lisa, It's Your Birthday             |                  | 1990                   | Outtake van het album Dangerous, later gecoverd door Bart Simpson                    |
| You Are My World                     | 2011             |                        | Vocalen door R. Kelly                                                                |